# Loigné-sur-Mayenne

Loigné-sur-Mayenne este o comună în departamentul Mayenne, Franța. În 2009 avea o populație de 881 de locuitori.